# 熱魯的托馬爾
11°22′22″S 37°50′27″W / 11.37278°S 37.84083°W
熱魯的托馬爾（葡萄牙語：Tomar do Geru），是巴西的城鎮，位於該國東北部，由塞爾希培州負責管轄，始建於1953年11月25日，面積288平方公里，海拔高度170米，2013年人口13,192，人口密度每平方公里45.86人。